# Tihemetsa
Tihemetsa est un petit bourg de la commune de Saarde du comté de Pärnu en Estonie .
Au 31 décembre 2011, il compte 532 habitants.